# NGC 6119
NGC 6119 је спирална галаксија у сазвежђу Северна круна која се налази на NGC листи објеката дубоког неба.
Деклинација објекта је + 37° 48' 24" а ректасцензија 16h 19m 42,0s. Привидна величина (магнитуда) објекта NGC 6119 износи 15,3 а фотографска магнитуда 16,0. NGC 6119 је још познат и под ознакама MCG 6-36-26, CGCG 196-40, KUG 1617+379, PGC 57837.